# Portret van een man (Lodewijk van Deyssel)
Portret van een man (Lodewijk van Deyssel) is een tekening van de Nederlandse kunstenaar Theo van Doesburg in het Centraal Museum in Utrecht.

## Voorstelling

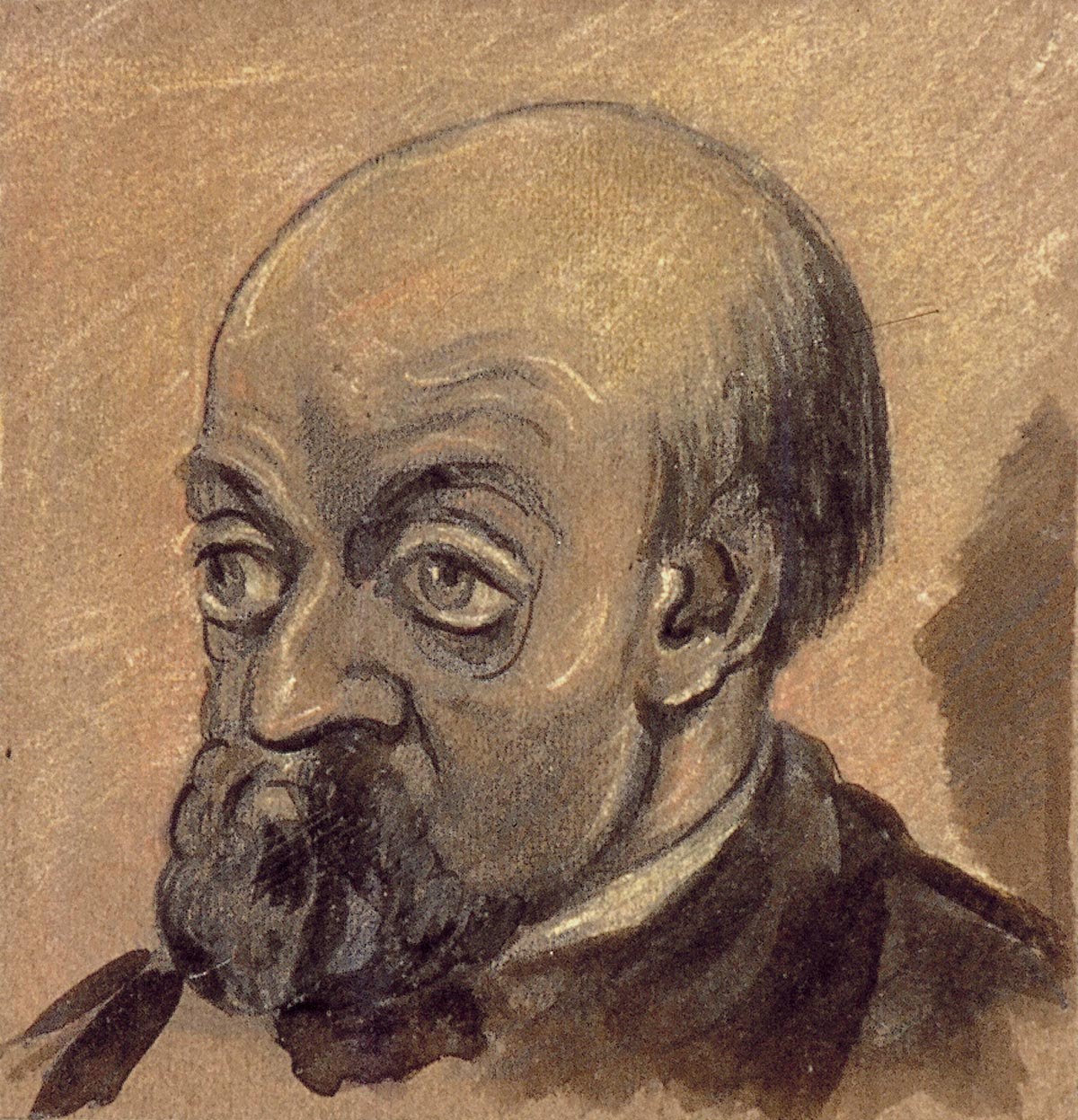
Theo van Doesburg. Portret van Lodewijk van Deyssel. 1910 (?). Potlood, bruine aquarel en pastelkrijt op papier. Utrecht, Centraal Museum.

Het stelt de Nederlandse schrijver Lodewijk van Deyssel voor op ongeveer 42-jarige leeftijd. Van Doesburg maakte later ook een karikaturale versie van dit portret, die als voorstudie diende voor een lithografie in het in 1910 verschenen platenboek De maskers af! Van Deyssel behoorde tot de Tachtigers. Van Doesburg was een uitgesproken criticus van de Tachtigers, wier werk hij later omschreef als “dilettantisme van een verliefd student, vrouwelijk week en al te sentimenteel”.

## Datering
De tekening wordt op stilistische gronden omstreeks 1906 gedateerd.

## Herkomst
Na Van Doesburgs dood in 1931 kwam het werk in bezit van zijn vrouw Nelly van Doesburg, die het in 1975 aan haar nicht Wies van Moorsel naliet. Van Moorsel schonk het in 1981 aan de Dienst Verspreide Rijkscollecties (nu Rijksdienst voor het Cultureel Erfgoed), die het in 1999 in blijvend bruikleen gaf aan het Centraal Museum.